# Pailhès (Ariège)
Pour les articles homonymes, voir Pailhès.
Pailhès est une commune française située dans le nord du département de l'Ariège, en région Occitanie. Sur le plan historique et culturel, la commune fait partie du Pédaguès, ancienne appellation remplacée au XXIe siècle par la dénomination géographique de Terrefort ariégeois, constitué des terreforts de Pamiers et de Saverdun, sur la rive gauche de l'Ariège.
Exposée à un climat océanique altéré, elle est drainée par la Lèze, le ruisseau de Laurens, le ruisseau de Menay, le ruisseau de Monesple et par divers autres petits cours d'eau. Incluse dans le parc naturel régional des Pyrénées ariégeoises, la commune possède un patrimoine naturel remarquable composé de deux zones naturelles d'intérêt écologique, faunistique et floristique.
Pailhès est une commune rurale qui compte 511 habitants en 2022, après avoir connu un pic de population de 1 357 habitants en 1841. Ses habitants sont appelés les Pailhésiens ou Pailhésiennes.
Le patrimoine architectural de la commune comprend un immeuble protégé au titre des monuments historiques : le château, inscrit en 1997.

## Géographie

### Localisation
La commune de Pailhès se trouve dans le département de l'Ariège, en région Occitanie.
Elle se situe à 20 km à vol d'oiseau de Foix, préfecture du département, à 27 km de Saint-Girons, sous-préfecture, et à 21 km de Lézat-sur-Lèze, bureau centralisateur du canton d'Arize-Lèze dont dépend la commune depuis 2015 pour les élections départementales.
La commune fait en outre partie du bassin de vie de Pamiers.
Les communes les plus proches sont : 
Monesple (1,8 km), Lanoux (2,2 km), Gabre (3,6 km), Artigat (3,7 km), Sabarat (4,4 km), Castéras (4,6 km), Montégut-Plantaurel (5,1 km), Aigues-Juntes (5,7 km).
Sur le plan historique et culturel, Pailhès fait partie du Pédaguès, ou Podaguès, ancienne appellation remplacée au XXIe siècle par la dénomination géographique de Terrefort ariégeois, constitué des terreforts de Pamiers et de Saverdun, sur la rive gauche de l'Ariège.
Les communes limitrophes sont  Artigat, Gabre, Lanoux, Madière, Monesple, Montégut-Plantaurel et Sabarat.
| Lanoux  | Artigat | Madière             |
| Sabarat | Pailhès | Monesple            |
|         | Gabre   | Montégut-Plantaurel |

### Géologie et relief
La commune est située dans le Bassin aquitain, le deuxième plus grand bassin sédimentaire de la France après le Bassin parisien. Les terrains affleurants sur le territoire communal sont constitués de roches sédimentaires datant du Cénozoïque, l'ère géologique la plus récente sur l'échelle des temps géologiques, débutant il y a 66 millions d'années. La structure détaillée des couches affleurantes est décrite dans les feuilles « n°1056 - Le Mas d'Azil » et « n°1057 - Pamiers » de la carte géologique harmonisée au 1/50 000ème du département de l'Ariège, et leurs notices associées,.
La superficie cadastrale de la commune publiée par l’Insee, qui sert de références dans toutes les statistiques, est de 21,52 km2,. La superficie géographique, issue de la BD Topo, composante du Référentiel à grande échelle produit par l'IGN, est quant à elle de 21,61 km2. Son relief est relativement accidenté puisque la dénivelée maximale atteint 265 mètres. L'altitude du territoire varie entre 267 m et 532 m.

### Hydrographie

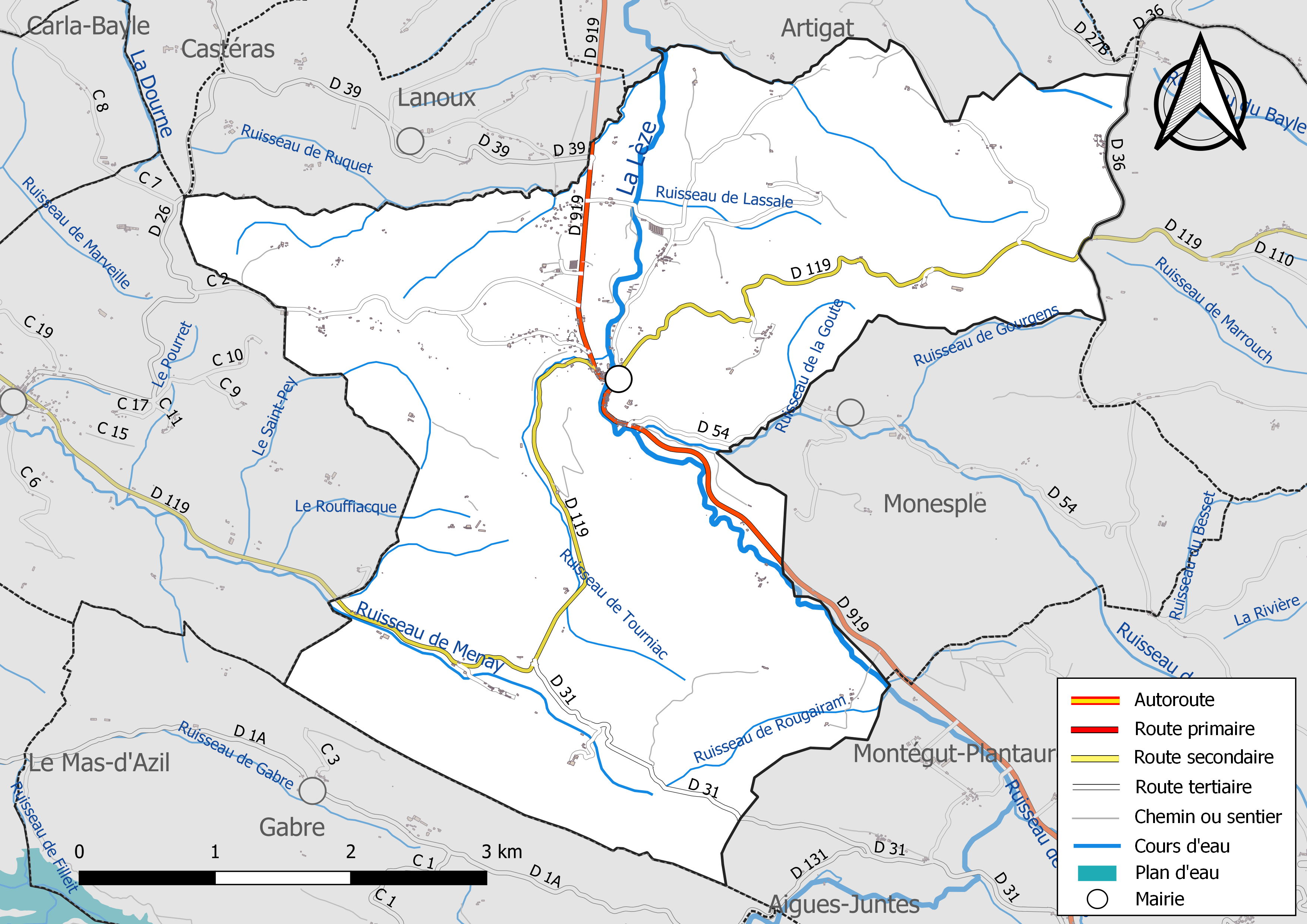
Réseaux hydrographique et routier de Pailhès.

La commune est dans le bassin versant de la Garonne, au sein du bassin hydrographique Adour-Garonne. Elle est drainée par la Lèze, le ruisseau de Laurens, le ruisseau de Menay, le ruisseau de Monesple, le Rouffiacque, le Saint-Pey, le ruisseau de Gourgens, le ruisseau de la Goute, le ruisseau de Lassale, le ruisseau de Rougairam, le ruisseau de Ruquet, le ruisseau de Tourniac et par divers petits cours d'eau, constituant un réseau hydrographique de 29 km de longueur totale,.
La Lèze, d'une longueur totale de 70,2 km, prend sa source dans la commune de La Bastide-de-Sérou et s'écoule du sud vers le nord. Elle traverse la commune et se jette dans l'Ariège à Labarthe-sur-Lèze, après avoir traversé 20 communes.

### Climat
Pour des articles plus généraux, voir Climat de l'Occitanie et Climat de l'Ariège.
En 2010, le climat de la commune est de type climat océanique altéré, selon une étude s'appuyant sur une série de données couvrant la période 1971-2000. En 2020, Météo-France publie une typologie des climats de la France métropolitaine dans laquelle la commune est exposée à un climat de montagne et est dans la région climatique Pyrénées centrales, caractérisée par une pluviométrie annuelle de 1 000 à 1 200 mm.
Pour la période 1971-2000, la température annuelle moyenne est de 12,4 °C, avec une amplitude thermique annuelle de 15,2 °C. Le cumul annuel moyen de précipitations est de 826 mm, avec 9,8 jours de précipitations en janvier et 6,1 jours en juillet. Pour la période 1991-2020, la température moyenne annuelle observée sur la station météorologique la plus proche, située sur la commune de La Bastide-de-Sérou à 10 km à vol d'oiseau, est de 11,9 °C et le cumul annuel moyen de précipitations est de 1 091,0 mm,. Pour l'avenir, les paramètres climatiques de la commune estimés pour 2050 selon différents scénarios d'émission de gaz à effet de serre sont consultables sur un site dédié publié par Météo-France en novembre 2022.

### Milieux naturels et biodiversité

#### Espaces protégés
La protection réglementaire est le mode d’intervention le plus fort pour préserver des espaces naturels remarquables et leur biodiversité associée,.
La commune fait partie du parc naturel régional des Pyrénées ariégeoises, créé en 2009 et d'une superficie de 245 973 ha, qui s'étend sur 138 communes du département. Ce territoire unit les plus hauts sommets aux frontières de l’Andorre et de l’Espagne (la Pique d'Estats, le mont Valier, etc) et les plus hautes vallées des avants-monts, jusqu’aux plissements du Plantaurel.

#### Zones naturelles d'intérêt écologique, faunistique et floristique
L’inventaire des zones naturelles d'intérêt écologique, faunistique et floristique (ZNIEFF) a pour objectif de réaliser une couverture des zones les plus intéressantes sur le plan écologique, essentiellement dans la perspective d’améliorer la connaissance du patrimoine naturel national et de fournir aux différents décideurs un outil d’aide à la prise en compte de l’environnement dans l’aménagement du territoire.
Une ZNIEFF de type 1 est recensée sur la commune :
« le Plantaurel : du Mas d'Azil à l'Ariège » (15 850 ha), couvrant 26 communes du département et une ZNIEFF de type 2, : 
« le Plantaurel » (42 116 ha), couvrant 72 communes dont 68 dans l'Ariège, 2 dans l'Aude et 2 dans la Haute-Garonne.

Carte des ZNIEFF de type 1 et 2 à Pailhès.
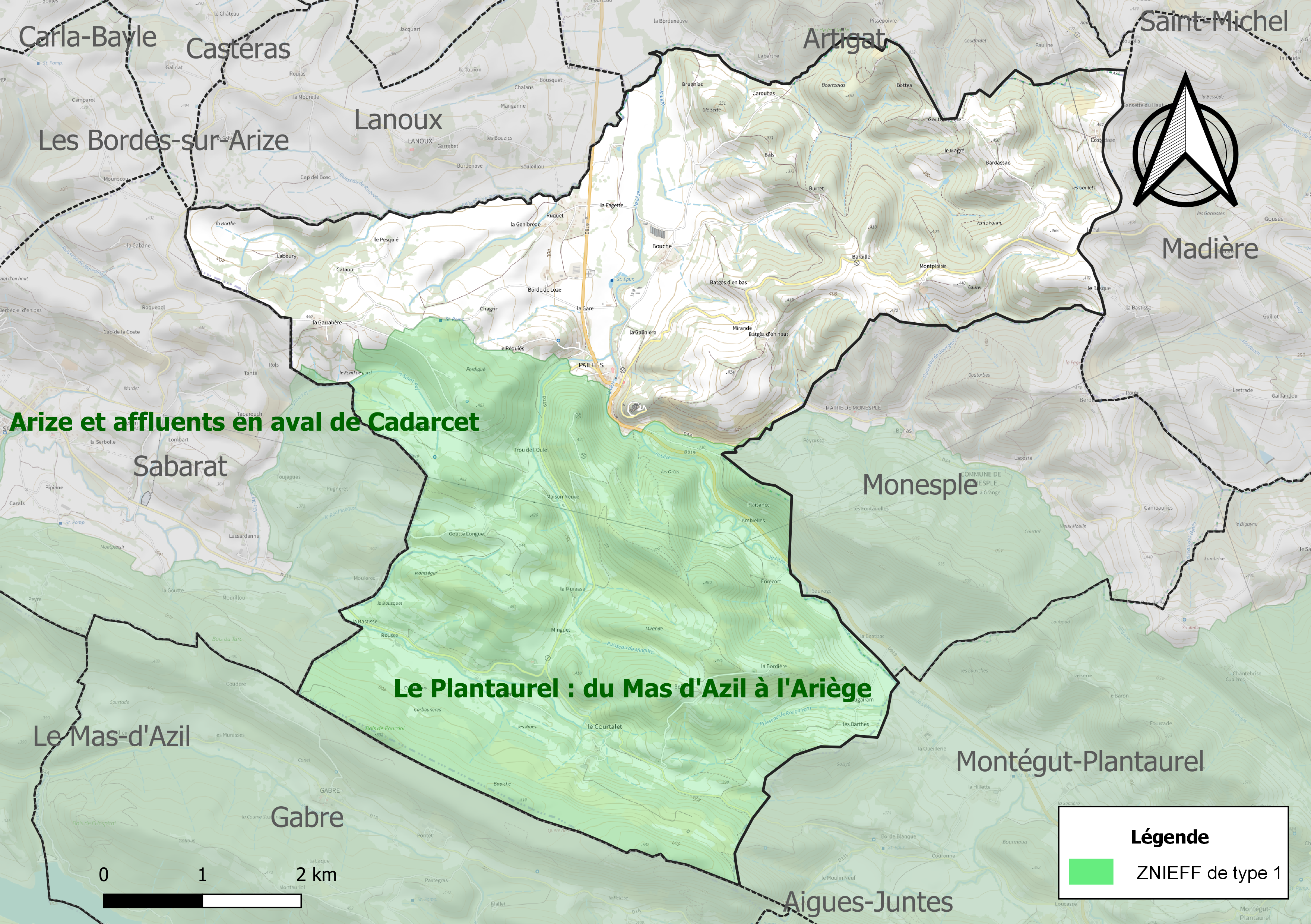
Carte de la ZNIEFF de type 1 sur la commune.
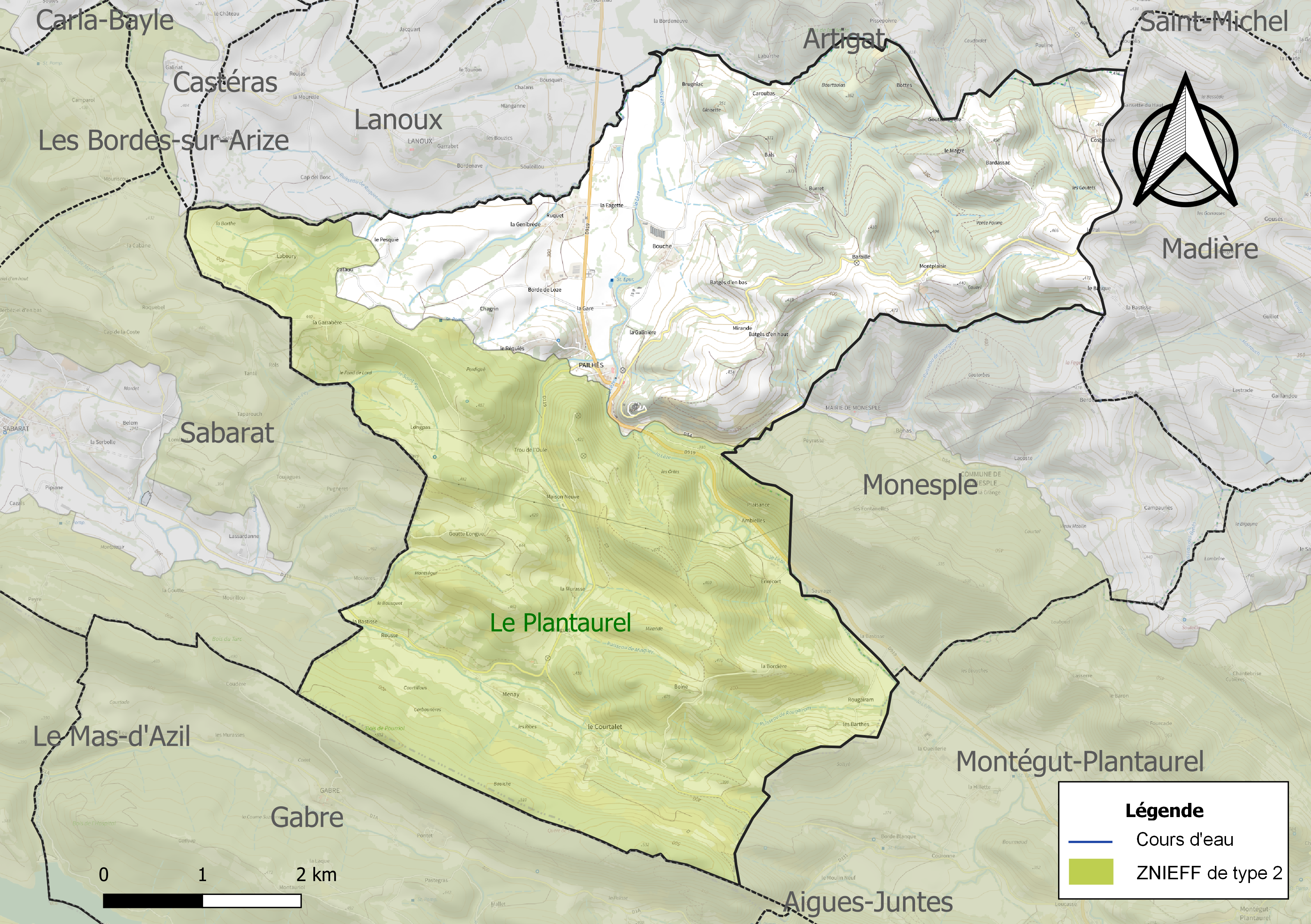
Carte de la ZNIEFF de type 2 sur la commune.

## Urbanisme

### Typologie
Au 1er janvier 2024, Pailhès est catégorisée commune rurale à habitat dispersé, selon la nouvelle grille communale de densité à 7 niveaux définie par l'Insee en 2022.
Elle est située hors unité urbaine et hors attraction des villes,.

### Occupation des sols
L'occupation des sols de la commune, telle qu'elle ressort de la base de données européenne d’occupation biophysique des sols Corine Land Cover (CLC), est marquée par l'importance des territoires agricoles (62,1 % en 2018), en augmentation par rapport à 1990 (60,5 %). La répartition détaillée en 2018 est la suivante : 
prairies (45,1 %), forêts (37,9 %), zones agricoles hétérogènes (13,4 %), terres arables (3,6 %). L'évolution de l’occupation des sols de la commune et de ses infrastructures peut être observée sur les différentes représentations cartographiques du territoire : la carte de Cassini (XVIIIe siècle), la carte d'état-major (1820-1866) et les cartes ou photos aériennes de l'IGN pour la période actuelle (1950 à aujourd'hui).

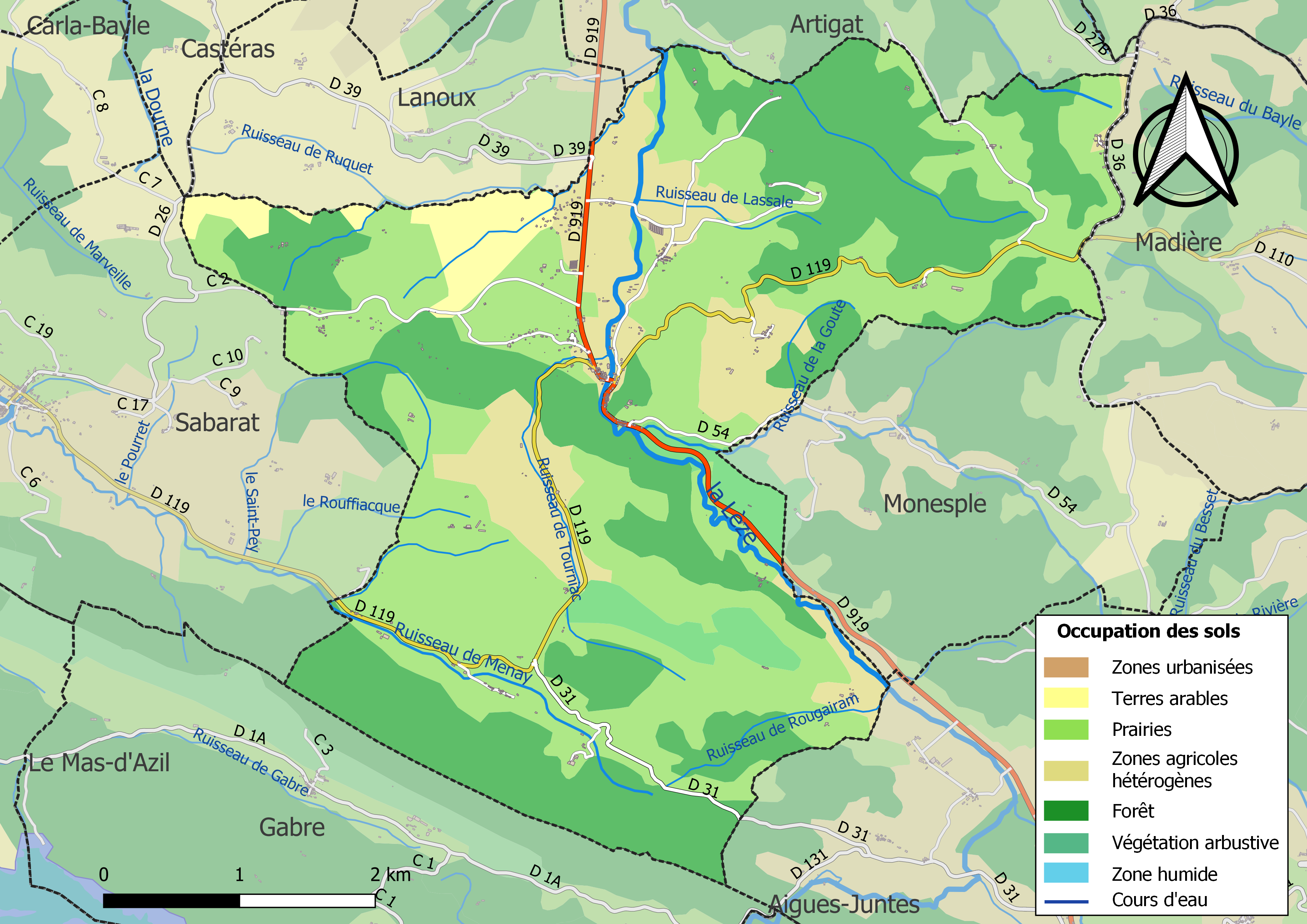
Carte des infrastructures et de l'occupation des sols de la commune en 2018 (CLC).

### Habitat et logement
En 2018, le nombre total de logements dans la commune était de 297, alors qu'il était de 273 en 2013 et de 242 en 2008.
Parmi ces logements, 73,7 % étaient des résidences principales, 12,5 % des résidences secondaires et 13,8 % des logements vacants. Ces logements étaient pour 88,8 % d'entre eux des maisons individuelles et pour 8,2 % des appartements.
Le tableau ci-dessous présente la typologie des logements à Pailhès en 2018 en comparaison avec celle de l'Ariège et de la France entière. Une caractéristique marquante du parc de logements est ainsi une proportion de résidences secondaires et logements occasionnels (12,5 %) inférieure à celle du département (24,6 %) mais supérieure à celle de la France entière (9,7 %). Concernant le statut d'occupation de ces logements, 71,9 % des habitants de la commune sont propriétaires de leur logement (75,8 % en 2013), contre 66,3 % pour l'Ariège et 57,5 % pour la France entière.
| Typologie                                               | Pailhès | Ariège | France entière |
| ------------------------------------------------------- | ------- | ------ | -------------- |
| Résidences principales (en %)                           | 73,7    | 65,7   | 82,1           |
| Résidences secondaires et logements occasionnels (en %) | 12,5    | 24,6   | 9,7            |
| Logements vacants (en %)                                | 13,8    | 9,7    | 8,2            |

### Risques majeurs
Le territoire de la commune de Pailhès est vulnérable à différents aléas naturels : inondations, climatiques (grand froid ou canicule), mouvements de terrains et séisme (sismicité faible). Il est également exposé à un risque technologique,  le transport de matières dangereuses,.

#### Risques naturels

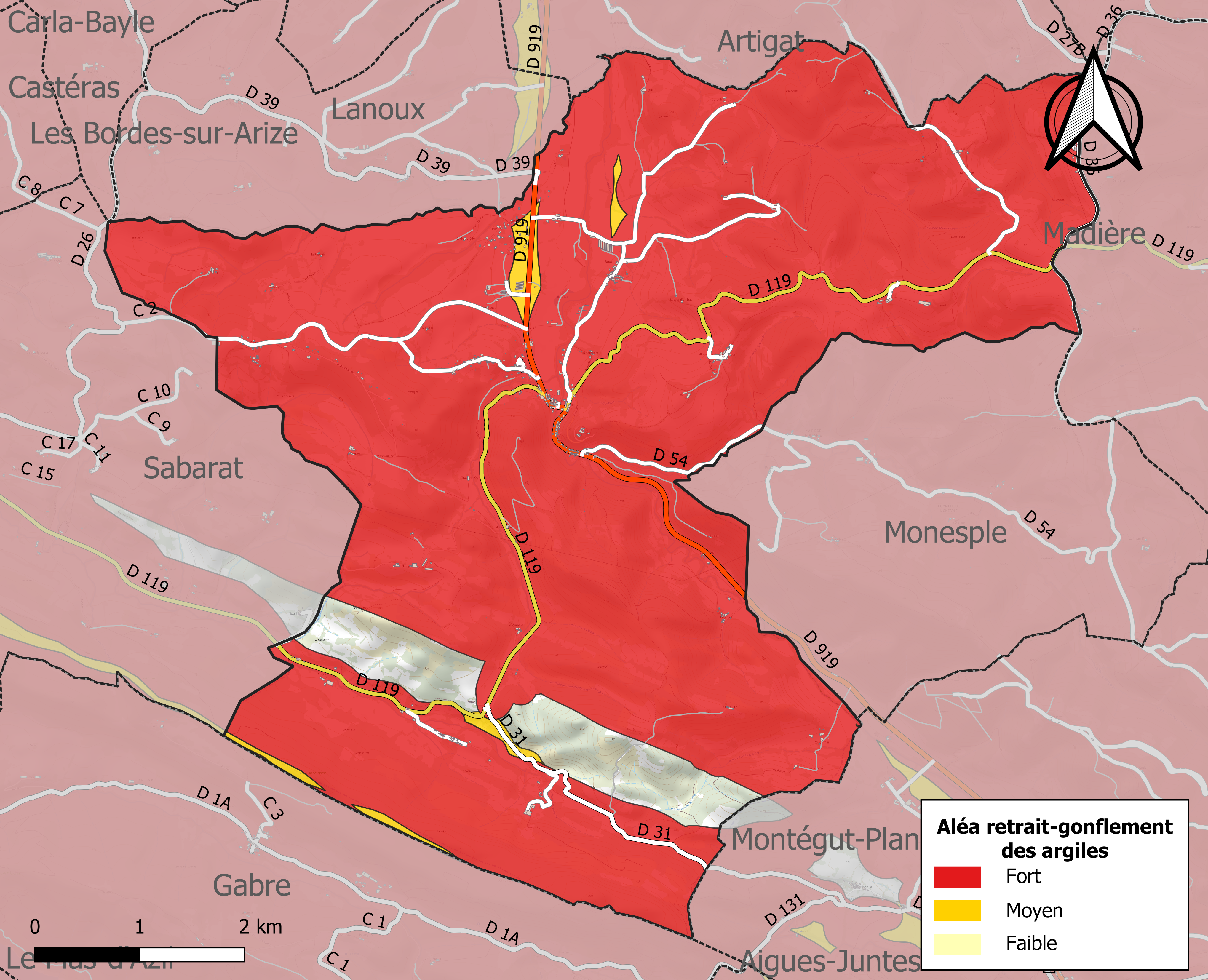
Zonage de l'aléa retrait-gonflement des argiles sur la commune de Pailhès.

Certaines parties du territoire communal sont susceptibles d’être affectées par le risque d’inondation par débordement, crue torrentielle d'un cours d'eau, ou ruissellement d'un versant.
Les mouvements de terrains susceptibles de se produire sur la commune sont soit des chutes de blocs, soit des glissements de terrains, soit des effondrements liés à des cavités souterraines, soit des mouvements liés au retrait-gonflement des argiles. Près de 50 % de la superficie du département est concernée par l'aléa retrait-gonflement des argiles, dont la commune de Pailhès. L'inventaire national des cavités souterraines permet par ailleurs de localiser celles situées sur la commune.

#### Risques technologiques
Le risque de transport de matières dangereuses par une infrastructure routière ou ferroviaire ou par une canalisation de transport de gaz concerne la commune. Un accident se produisant sur une telle infrastructure est en effet susceptible d’avoir des effets graves au bâti ou aux personnes jusqu’à 350 m, selon la nature du matériau transporté. Des dispositions d’urbanisme peuvent être préconisées en conséquence.

## Histoire
Jusqu'à la Révolution, la baronnie de Pailhès jouait un rôle important dans la région. Avec quelques paroisses voisines, elle formait une enclave du Languedoc dans le comté de Foix. Avec ses paroisses voisines, Pailhès faisait partie du diocèse épiscopal de Rieux et du diocèse civil de Toulouse. Voir cartes de Cassini.
De 1910 à 1938, Pailhès a bénéficié d'une gare de la ligne de Toulouse-Roguet à Sabarat excentrée au nord du village.

## Politique et administration

### Découpage territorial
La commune de Pailhès est membre de la communauté de communes Arize Lèze, un établissement public de coopération intercommunale (EPCI) à fiscalité propre créé le 30 octobre 2016 dont le siège est à Le Fossat. Ce dernier est par ailleurs membre d'autres groupements intercommunaux.
Sur le plan administratif, elle est rattachée à l'arrondissement de Saint-Girons, au département de l'Ariège, en tant que circonscription administrative de l'État, et à la région Occitanie.
Sur le plan électoral, elle dépend du canton d'Arize-Lèze pour l'élection des conseillers départementaux, depuis le redécoupage cantonal de 2014 entré en vigueur en 2015, et de la deuxième circonscription de l'Ariège  pour les élections législatives, depuis le redécoupage électoral de 1986.

## Démographie
| 1793 | 1800 | 1806 | 1821  | 1831  | 1836  | 1841  | 1846  | 1851  |
| ---- | ---- | ---- | ----- | ----- | ----- | ----- | ----- | ----- |
| 534  | 958  | 720  | 1 111 | 1 200 | 1 299 | 1 357 | 1 286 | 1 325 |

| 1856  | 1861  | 1866  | 1872  | 1876  | 1881 | 1886 | 1891 | 1896 |
| ----- | ----- | ----- | ----- | ----- | ---- | ---- | ---- | ---- |
| 1 212 | 1 167 | 1 095 | 1 117 | 1 110 | 979  | 968  | 908  | 888  |

| 1901 | 1906 | 1911 | 1921 | 1926 | 1931 | 1936 | 1946 | 1954 |
| ---- | ---- | ---- | ---- | ---- | ---- | ---- | ---- | ---- |
| 831  | 801  | 809  | 658  | 619  | 570  | 558  | 529  | 512  |

| 1962 | 1968 | 1975 | 1982 | 1990 | 1999 | 2006 | 2011 | 2016 |
| ---- | ---- | ---- | ---- | ---- | ---- | ---- | ---- | ---- |
| 383  | 365  | 322  | 307  | 281  | 297  | 373  | 403  | 474  |

| 2021 | 2022 | - | - | - | - | - | - | - |
| ---- | ---- | - | - | - | - | - | - | - |
| 499  | 511  | - | - | - | - | - | - | - |

## Économie

### Revenus
En 2018, la commune compte 193 ménages fiscaux, regroupant 429 personnes. La médiane du revenu disponible par unité de consommation est de 17 200 € (19 820 € dans le département).

### Emploi
| Division       | 2008   | 2013   | 2018   |
| -------------- | ------ | ------ | ------ |
| Commune        | 11,2 % | 11,4 % | 13,2 % |
| Département    | 8,9 %  | 11,1 % | 11,2 % |
| France entière | 8,3 %  | 10 %   | 10 %   |

En 2018, la population âgée de 15 à 64 ans s'élève à 295 personnes, parmi lesquelles on compte 74,4 % d'actifs (61,2 % ayant un emploi et 13,2 % de chômeurs) et 25,6 % d'inactifs,. Depuis 2008, le taux de chômage communal (au sens du recensement) des 15-64 ans est supérieur à celui de la France et du département.
La commune est hors attraction des villes,. Elle compte 77 emplois en 2018, contre 67 en 2013 et 81 en 2008. Le nombre d'actifs ayant un emploi résidant dans la commune est de 182, soit un indicateur de concentration d'emploi de 42,4 % et un taux d'activité parmi les 15 ans ou plus de 57,9 %.
Sur ces 182 actifs de 15 ans ou plus ayant un emploi, 55 travaillent dans la commune, soit 30 % des habitants. Pour se rendre au travail, 83,7 % des habitants utilisent un véhicule personnel ou de fonction à quatre roues, 2,2 % les transports en commun, 3,3 % s'y rendent en deux-roues, à vélo ou à pied et 10,9 % n'ont pas besoin de transport (travail au domicile).

### Activités hors agriculture
53 établissements sont implantés  à Pailhès au 31 décembre 2019. Le tableau ci-dessous en détaille le nombre par secteur d'activité et compare les ratios avec ceux du département,.
| Secteur d'activité                                                                                        | Commune | Commune | Département |
| Secteur d'activité                                                                                        | Nombre  | %       | %           |
| --- | ------- | ------- | ----------- |
| Ensemble                                                                                                  | 53      |         |             |
| Industrie manufacturière, industries extractives et autres                                                | 11      | 20,8 %  | (12,9 %)    |
| Construction                                                                                              | 7       | 13,2 %  | (14,2 %)    |
| Commerce de gros et de détail, transports, hébergement et restauration                                    | 14      | 26,4 %  | (27,5 %)    |
| Information et communication                                                                              | 3       | 5,7 %   | (1,8 %)     |
| Activités immobilières                                                                                    | 2       | 3,8 %   | (4,2 %)     |
| Activités spécialisées, scientifiques et techniques et activités de services administratifs et de soutien | 11      | 20,8 %  | (13,2 %)    |
| Administration publique, enseignement, santé humaine et action sociale                                    | 2       | 3,8 %   | (14,4 %)    |
| Autres activités de services                                                                              | 3       | 5,7 %   | (8,8 %)     |

Le secteur du commerce de gros et de détail, des transports, de l'hébergement et de la restauration est prépondérant sur la commune puisqu'il représente 26,4 % du nombre total d'établissements de la commune (14 sur les 53 entreprises implantées  à Pailhès), contre 27,5 % au niveau départemental.
Les deux entreprises ayant leur siège social sur le territoire communal qui génèrent le plus de chiffre d'affaires en 2020 sont : 
- Co-Hop, fabrication de bière (72 k€)
- Mescladis, débits de boissons (58 k€)

### Agriculture
La commune fait partie de la petite région agricole dénommée « Coteaux de l'Ariège ». En 2010, l'orientation technico-économique de l'agriculture  sur la commune est l'élevage de bovins, lait, élevage et viande combinés.
|                                   | 1988  | 2000 | 2010 |
| --------------------------------- | ----- | ---- | ---- |
| Exploitations                     | 38    | 18   | 23   |
| Superficie agricole utilisée (ha) | 1 413 | 1081 | 1157 |

Le nombre d'exploitations agricoles en activité et ayant leur siège dans la commune est passé de 38 lors du recensement agricole de 1988 à 18 en 2000 puis à 23 en 2010, soit une baisse de 39 % en 22 ans. Le même mouvement est observé à l'échelle du département qui a perdu pendant cette période 48 % de ses exploitations. La surface agricole utilisée sur la commune a également diminué, passant de 1 413 ha en 1988 à 1 157 ha en 2010. Parallèlement la surface agricole utilisée moyenne par exploitation a augmenté, passant de 37 à 50 ha.

## Culture et festivités
- Impulsé par la commune, un café associatif nommé « L'estanquet »[53] a ouvert sur la commune en 2016.
- La commune est animée par un foyer rural.

## Culture locale et patrimoine
- Château de Pailhès.
- Église Notre-Dame de Pailhès.
- Église Saint-Martin de Menay[54].
- Église de Pailhès.
- Chapelle du château de Pailhès.
- Chapelle Saint-Blaise de Bordé de Loze (en état de ruine dans un cimetière)[55].
- Chapelle Saint-Pierre de Pujagou (en état de ruine).

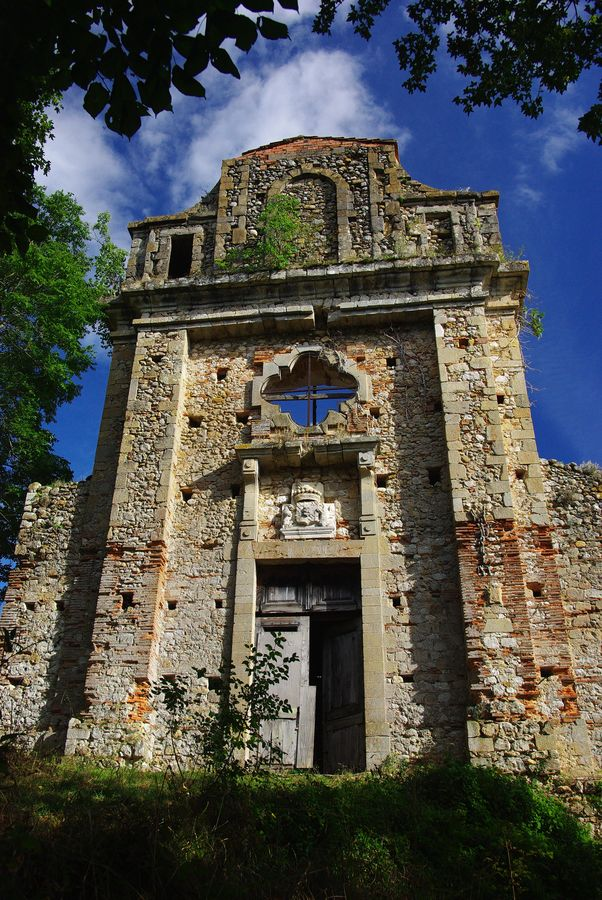
Chapelle du château de Pailhès.
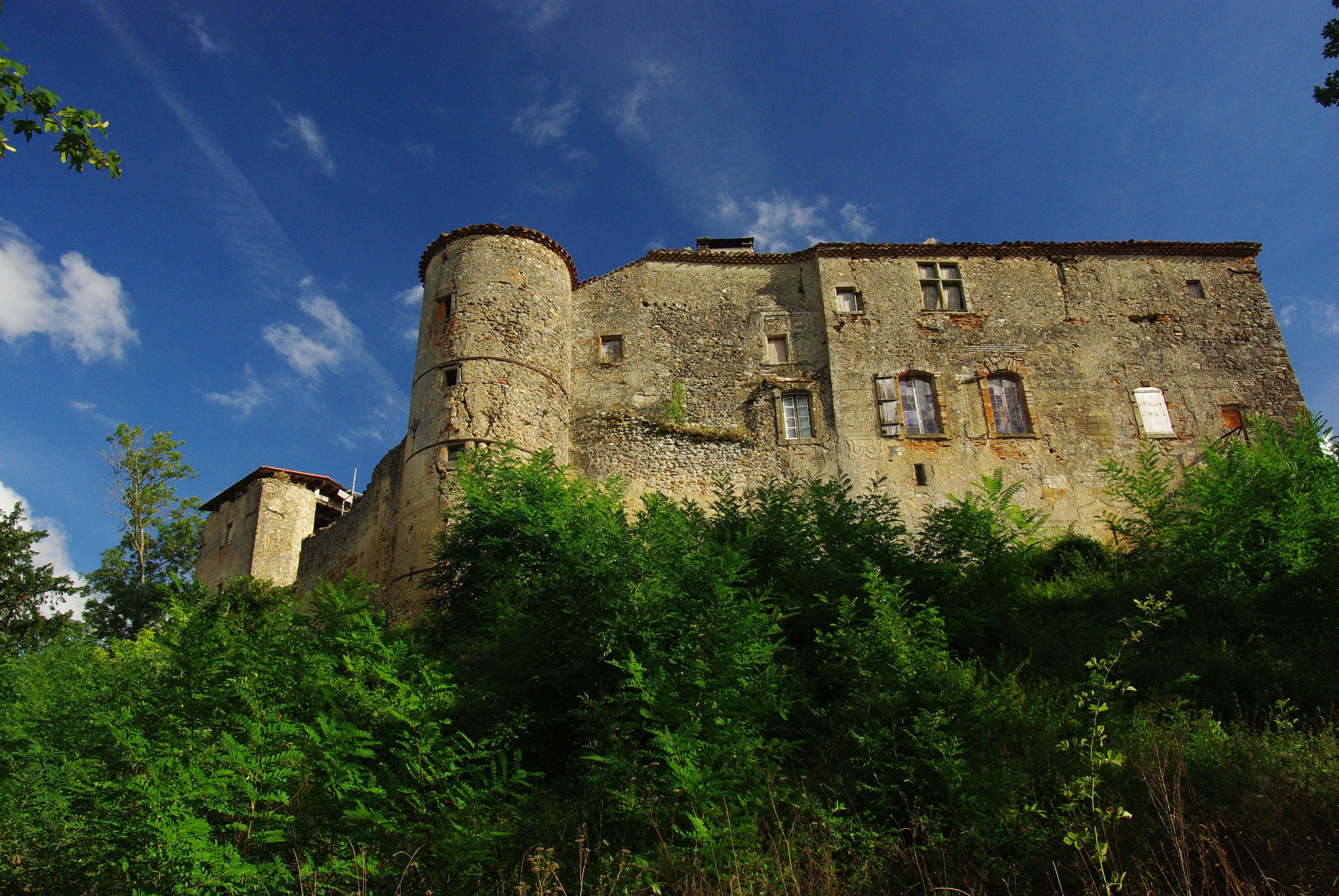
Château de Pailhès.
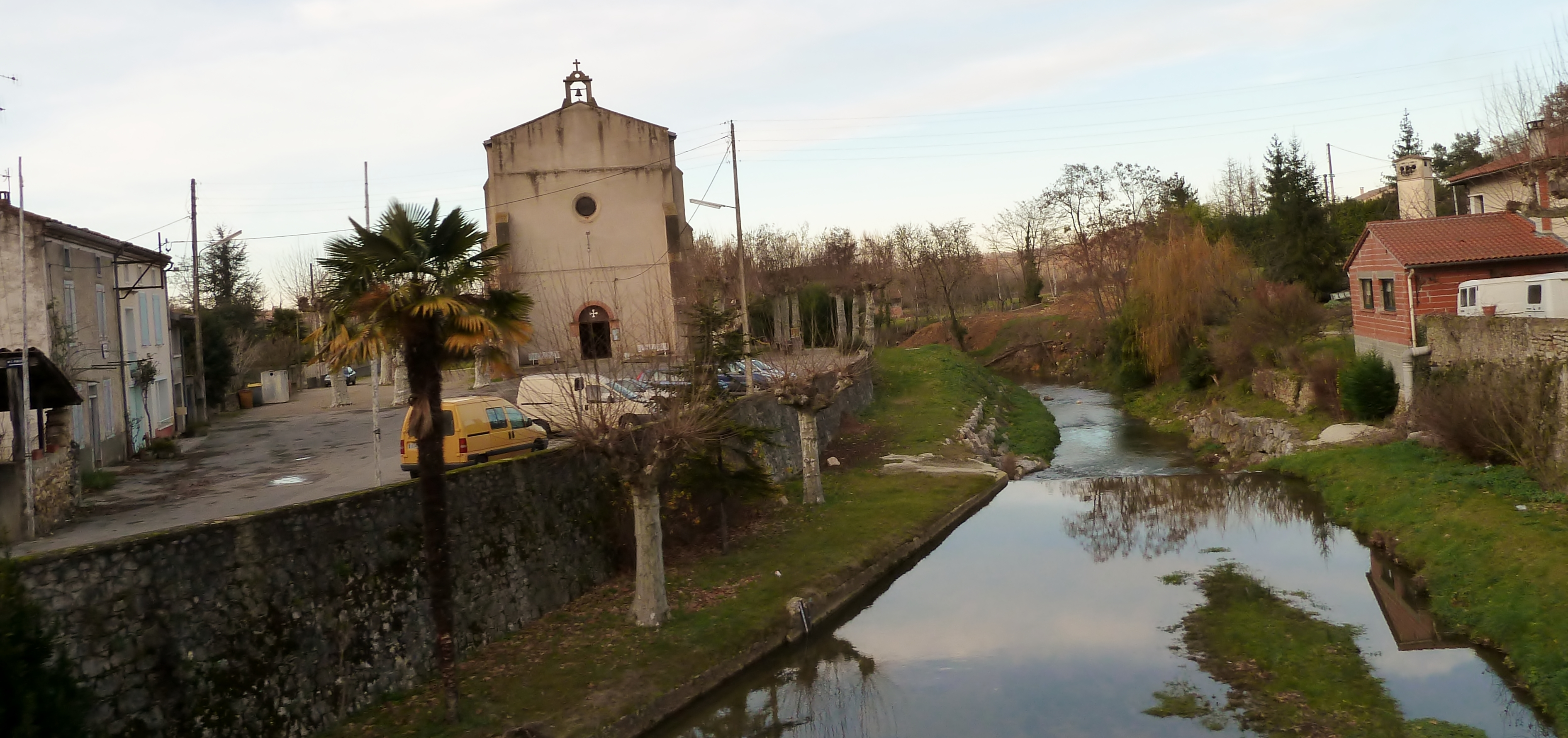
Vue sur une rivière et une église.

## Personnalités liées à la commune
- Camille Soula